# 943 Begonia
943 Begonia eller 1920 HX är en asteroid i huvudbältet, som upptäcktes den 11 oktober 1920 av den tyske astronomen Karl Wilhelm Reinmuth i Heidelberg. Den har fått sitt namn efter det vetenskapliga namnet på Begoniasläktet.
Asteroiden har en diameter på ungefär 70 kilometer.